# Christoph Neumann (Autor)
Christoph Neumann (* in München) ist ein deutscher Autor, Journalist und Sprachwissenschaftler, der seit 1995 in Japan lebt.

## Leben
Christoph Neumann wuchs in Würzburg auf. Nach dem Abitur absolvierte er zwei Jahre Zivildienst in einem anthroposophischen Seniorenheim in Frankfurt am Main. Er begann 1989 mit seinem Studium der Allgemeinen Sprachwissenschaft an der Universität Hamburg und belegte dort die Nebenfächer Japanologie und Journalistik.
Seitdem ist der freiberuflich auch als Journalist tätig, z. B. bei der BILD-Zeitung, Pro7 und dem Nachrichtenmagazin Focus.
1992 wechselte er zur Universität Bordeaux (Frankreich) und absolvierte dort ein Doppelstudium in den Fächern Sprachwissenschaften und Japanologie. 1994 schloss er sein Studium ab und erlangte den Magister in Sprachwissenschaft und den Bachelor in Japanisch. 1995 zog er nach Japan, zunächst als Austauschstudent an der Universität Tsukuba. 1997 folgte der Eintritt in den Doktorkurs im Fach Informatik an der Technischen Hochschule Tokio, im Jahr 2000 der Abschluss mit Verleihung des Doktorgrades.
Seither ist Christoph Neumann in Tokio als Softwareentwickler für Sprachverarbeitungssoftware tätig. Bei einer japanischen Firma für maschinelle Übersetzungssysteme entwickelte er unter anderem ein Übersetzungssystem für Patente. Er war bei einer US-Firma als Projektleiter für Systeme mit natürlicher Sprachsteuerung tätig. Heute ist er laut seiner Webseite CEO seiner eigenen Beratungsfirma.
Christoph Neumann ist als klassischer Gaijin immer wieder im japanischen Fernsehen zu sehen. Er war unter anderem ständiger Gast der Fernsehshows Koko ga Hen da yo Nihonjin und Oshiete Mr. News auf. Er ist Autor zweier Sachbücher über Japan.
Christoph Neumanns jüngerer Bruder ist der Politikwissenschaftler und Terrorismusexperte Peter R. Neumann.

## Publikationen
Sachbücher:
- Darum nerven Japaner – Der ungeschminkte Wahnsinn des japanischen Alltags. Piper, 2008, ISBN 978-3-492-24508-1 (Reisebibliothek).
- Darum spinnen Japaner – Neues vom Wahnsinn des japanischen Alltags. Piper, 2013, ISBN 978-3-492-30263-0.

Wissenschaftliche Publikationen:
- mit M. Björn: Multilingual Pre-Processed Communication on the World Wide Web. In: Proceedings of the SAC Congress on Applied Computing. San Jose, 1997, S. 115–118.
- mit K. Hasida, R. Sugimura, H. Kashioka, M. Uchiyama: Taiikibunsyosyusyoku: Hyozyuntaguniyoru gengodetano daikibona kozokato sairiyo. (Global Document Annotation (GDA): Strukturierung und Zweitgebrauch von Sprachdaten durch standardisierte Tags). In: Proceedings of the Third Annual Meeting of The Association for Natural Language Processing. Kyoto, 1997, S. 135–138.
- mit K. Hasida, T. Nagao, N. Takahashi, M. Uchiyama: Taiikibunsyosyusyoku (GDA) no shinpo to tenbo. (Global Document Annotation (GDA): Fortschritte und Ausblick). In: Proceedings of the Fourth Annual Meeting of The Association for Natural Language Processing. Kyoto, 1998, S. 618–621.
- mit K. Hasida, T. Nagao, M. Uchiyama, N. Takahashi, K. Tanaka K.: GDA-tagushuugou-no sekkei to ouyou (Design and Adaptation of the GDA tag set). In: Proceedings of the Fifth Annual Meeting of The Association for Natural Language Processing. Tokyo, 1999, S. 132–135.
- La construction relative en franconien et en francais et les deux fonctions de la relativation. Master Thesis. Universite Bordeaux III 1994.
- Modality Expressions in Japanese. In: IEICE Technical Report. Vol. 98 No. 209, 1998, S. 9–16 (Natural Language Understanding and Models of Communication – NLC 98-8).
- mit K. Hasida: Enhance of Machine Translation with GDA-Tags. In: IEICE Technical Report. Vol. 98, No. 209, 1998, S. 17–24 (Natural Language Understanding and Models of Communication – NLC 98-9).
- mit F. Bond F.: Problems in Translating Modal Expressions. In: Proceedings of the Fifth Annual Meeting of the Association for Natural Language Processing, Tokyo, 1998, S. 434–437.
- Systematic Parallels in Metaphorical Expressions in Japanese and German. In: Proceedings of the AISB ’99 Symposium on Metaphor, Artificial Intelligence, and Cognition. 1999, S. 129–136.
- Une representation interlingua de la modalite. In: Actes de Conference TALN 1999. 1999, S. 369–374 (6th Conference annuelle sur le Traitement Automatique des Langues Naturelles 12-17 Juillet 1999 Cargese, Corse).
- Towards An Interlingual Treatment of Modality. 1999, S. 625–633 (Machine Translation Summit VII, September 1999).
- Formal Languages for Fuzzy Subjects – Modality, Metaphor and Machine. Translation. Dissertation. Tokyo Institute of Technology 2000.
- Is Metaphor Universal? Cross-Language Evidence from German and Japanese. In: Metaphor and Symbol. 16, 2001, S. 123–142.
- A Human-Aided Machine Translation System for Japanese-English Patent Translation. In: Proceedings of the Workshop on Patent Translation. 2005 (Machine Translation Summit X, September 2005).
- mit Lee A., Kaminuma A., Development of Prototyping System for Evaluation of In-Vehicle Speech Interface using Natural Language Understanding 2016, In: Proceedings of JSAE 2016 Autumn Congress, S. 1089–1094 (JSAE Paper Number: 20166208)